# Shifa Zikri Ibrahim
Shifa Zikri Ibrahim (Irã, 1 de julho de 1986 — Mossul, 25 de fevereiro de 2017) também conhecida como Shifa Zirki Gardi, foi uma jornalista e apresentadora de televisão curdo-iraquiana. Trabalhou para a agência Rudaw Media Network na parte ocidental de Mossul, no Iraque, e foi morta por um artefato explosivo improvisado enquanto cobria uma notícia durante a Guerra do Iraque.

## Carreira
Shifa deu início à sua carreira midiática no ano de 2006. Entrou para a Rudaw Media Network no começo de sua fundação. Trabalhou como repórter curdo-iraquiana e âncora curda para a Rudaw TV. Posteriormente, tornou-se apresentadora de televisão na Rudaw, cobrindo o programa Focus Mosul que fora iniciado durante as atividades operacionais do Estado Islâmico do Iraque e do Levante no Iraque em outubro de 2016. Relatou inúmeros noticiários contrários ao Estado Islâmico, trazendo popularidade à jornalista devido a isso. Shifa também apresentou o Fucs Mosul, um programa especial de notícias diárias focadoa na batalha para recapturar Mossul do Estado Islâmico.

## Morte
A morte de Gardi ocorreu durante uma operação ofensiva das forças iraquianas na tentativa de recuperar Mossul do Estado Islâmico. Gardi e o cinegrafista Mustafa faziam uma reportagem sobre o "Vale da Morte", uma área com extensão de 20 quilômetros ao sul de Mossul e a cinco quilômetros da rodovia Baghdad-Mosul, famosa por ser usada pelo Estado Islâmico para execuções em massa. Enquanto Gardi recebia inforações do comandante da Forças de Mobilização Popular do Iraque ao lado de um enorme buraco onde militantes do Estado Islâmico teriam jogado corpos de pessoas que haviam matado, os pés do comandante ficaram presos em um fio, levando à denotação de um bomba que porventura matou Gardi. O incidente ocorreu no sábado, às 3:45 da tarde.
Ranja Jamal, outra repórter do Rudaw que estava em Mossul quando Gardi morreu, explicou que havia recebido informações sobre o vale, mas não conseguiu encontrá-lo. No caminho de volta, encontrou uma força iraquiana e perguntou acerca do lugar. Disseram a ela que sabiam sobre o lugar e a guiaram até lá. Junto com Gardi, o atentado também matou cinco outros membros de uma força paramilitar que a conduziram até o local. Outras oito pessoas, incluindo o cinegrafista Yunis Mustafa da Rudaw TV, ficaram feridas. O diretor-executivo da Rudaw, Ako Mohamm, disse que "nós sempre os incentivamos a estar por trás das linhas de frente da guerra, dizendo que não eram soldados ou combatentes da Peshmerga. Parece que Shifa se aproximou das linhas de frente com seriedade em seu trabalho."
A morte de Gardi foi a primeira morte de um jornalista no Iraque em 2017, segundo o Committee to Protect Journalists. Pelo menos seis jornalistas foram morto no país em 2016. A bomba feriu o cinegrafista Younis Mustafa, mais tarde transferido para Arbil, capital vizinha da região curda autônoma do Iraque, onde o canal está sediado.

### Reconhecimento
Gardi foi uma das jornalistas da Rudaw que cobriam a operação contra-ofensiva contra o Estado Islâmico no Iraque. Seus colegas lembraram da compaixão que mostrava em seu trabalho. Outros notaram seu papel como mulher no jornalismo de guerra. Sami Rahman, ex-jornalista representante do governo curdo nos Estados Unidos, publicou em sua conta do Twitter que o Curdistão havia "perdido uma jornalista corajosa e profissional". Falah Mustafa, do Departamento de Relações Exteriores do Governo Regional do Curdistão, descreveu Gardi como um "modelo para jovens mulheres". A empresa Rudaw elogiou os aspectos inovadores da carreira de Gardi, dizendo que "o jornalismo continua dominado pelos homens − Shifa Gardi rompeu essas percepções e estereótipos − prestamos homenagem a seu jornalismo corajoso".
O primeiro-ministro iraquiano, Haider al-Abadi, disse que "estamos determinados a seguir o terrorismo que está tentando matar nossos filhos e cidadãos em todos os lugares." Ako Mohamm, em outra nota, disse que "estamos tristes com o falecimento de Shifa; seu lugar permanecerá insubstituível na Rudaw, mas sempre permanecerá em nossos corações." O diplomata Bret H. McGurk disse que "ela era tudo que o Estado Islâmico teme: um jornalista expondo suas mentiras". Qubad Talabani, vice-primeiro-ministro do Curdistão, disse que "ela se junta a uma lista de pessoas insubstituíveis que tiveram suas vidas perdidas na guerra".